# 阿尼什河
阿尼什河是俄羅斯的河流，位於楚瓦什共和國境內，屬於伏爾加河的右支流，河道全長59公里，流域面積904平方公里，最終在科茲洛夫卡附近注入伏爾加河的古比雪夫水庫。